# 退毛来江藤
退毛来江藤（学名：Brandisia glabrescens），为玄参科来江藤属下的一个植物种。